# 261 Prymno
261 Prymno је астероид главног астероидног појаса. Приближан пречник астероида је 50,93 km,
а средња удаљеност астероида од Сунца износи 2,331 астрономских јединица (АЈ).
Инклинација (нагиб) орбите у односу на раван еклиптике је 3,636 степени, а орбитални период износи 1299,942 дана (3,559 године). Ексцентрицитет орбите астероида износи 0,089.
Апсолутна магнитуда астероида износи 9,44 а геометријски албедо 0,114.
Астероид је откривен 31. октобра 1886. године.